# Ludvik IV. Francoski
Ludvik IV., imenovan Prekomorski (latinsko Transmarinus, francosko Louis IV d'Outre-Mer) je bil od leta 936 do 954 kralj Zahodne Frankovske,  * 920/921, † 10. september 954, Reims.
Izhajal je iz družine Karolingov, kraljeve dinastije Zahodnofrankovskega kraljestva, ki je bila takrat že zelo šibka in odvisna od dobre volje močnih aristokratov.  

## Življenje
Ludvik je bil sin kralja Karla III. Preprostega in njegove druge žene Eadgifu, hčerke wesseškega kralja Edvarda Starejšega. Karel III. se je moral soočati z nasprotniki, ki niso bili Karolingi in niso priznavali oblasti karolinške dinastije. Ko je grof Heribert II. Vermandoijski, pristaš protikralja Rudolfa Burgundskega, leta 923 zvabil Karla Preprostega v past in ga zaprl, je Eadgifu s komaj dve leti starim Ludvikom pobegnila v Anglijo, kjer je Ludvik odraščal na dvoru svojega starega očeta Edvarda in kasneje strica Æthelstana. Rudolf Burgundski je zdaj sam vladal v Zahodnofrankovskem kraljestvu, vendar je bil odvisen od podpore močne rodbine Robertincev, medtem ko je Heribert II. še naprej obdržal ujetega kralja Karla kot pogajalsko sredstvo za pritisk na kralja Rudolfa. Leta 929 je Karel III. v zaporu umrl. Januarja 936 je umrl tudi Rudolf, ne da bi zapustil moškega naslednika. Odločilno vlogo pri določanju nasledstva je dobil močni Robertinec Hugo Veliki, čigar oče Robert I. je že bil kralj Zahodnih Frankov. Hugo bi se lahko sam polastil krone, a jo je raje vrnil Karolinški dinastiji, ki je zaradi Karlove usode utrpela resno izgubo moči in ugleda. Kraljevsko dostojanstvo je želel predati razmeroma nemočnemu Karolingu, da bi iz ozadja sam usmerjal cesarsko politiko. Z  Æthelstanom in Eadgifu se je začel pogajati o Ludvikovi vrnitvi. Hugo je bil svak Æthelstan in Eadgifu, saj je bil takrat poročen z eno od Eadgifujinih sester. Dogovor je bil sklenjen in komaj petnajstletni Ludvik je pristal v Boulognu, kjer ga je Hugo sprejel in se mu poklonil. Po prihodu je dobil vzdevek Prekomorski (latinsko Transmarinus). 
19. junija 936 nadškof Artold iz Reimsa v Laonu okronal Ludvika za zahodnofrankovskega kralja Ludvika IV. Hugu je moral Ludviik v zameno podeliti edinstven položaj v kraljestvu. Hugo je dobil čin frankovskega vojvode (dux Francorum), ustvarjen posebej zanj. To je pomenilo, da Hugo ni bil več samo mejni grof in posestnik velikih ozemelj, v katera kralj ni mogel več neposredno posegati, ampak tudi vmesni člen med kraljem in vsemi podrejenimi vazali. To je Ludvikovo oblast zmanjšalo na vlogo nominalnega kralja, Hugovo vlogo pa dvignilo na položaj, primerljiv s položajem karolinških majordomov v poznem merovinškem cesarstvu. 
V prvih mesecih vladanja je bil Ludvik popolnoma odvisen od Huga Velikega in ga je moral spremljati na uspešnem pohodu proti Hugu Črnemu Burgundskemu, na katerem si je Hugo Veliki prilastil severna burgundska ozemlja in zlasti mesto Sens. Leta 937 je Ludvik postal neodvisen od svojega "varuha" in začel voditi neodvisno politiko, katere cilj je bil zoperstaviti se veliki moči Robertincev. Pri tem se je opiral na plemiče, ki so prav tako želeli zajeziti robertinsko oblast. Med zavezniki sta bila nadškof Artold iz Reimsa, ki ga je Ludvik postavil za kanclerja, in Hugo Črni, s katerim je sklenil zavezništvo. Hugo Veliki je na to odgovoril z novimi zavezništvi. Povezal se je s Heribertom II. Vermandoijskim in si zagotovil dobre odnose z Otonom I. Velikim, s čigar sestro Hedviko se je poročil po smrti svoje angleške žene in Ludvikove tete. Zdelo se je, da so Karolingi dobili priložnost, da ponovno pridobijo karolinško dediščino Loreno, ki je postala del Vzhodnofrankovskega kraljestva, potem ko je bil Karel Preprosti strmoglavljen z oblasti. Ludvik je nameraval vojaško posredovati in vdreti v Alzacijo, vendar ga je Oton prehitel in premagal Giselberta v bitki pri Andernachu 2. oktobra 939 in s tem odločil usodo Lorene.  
Giselbert se je med begom utopil in Ludvik se je poročil z njegovo vdovo Gerbergo, sestro Otona Velikega. S poroko je tako kot pred njim Hugo Veliki postal zakonski sorodnik Otona Velikega in Oton bi lahko postal arbiter in zagotovil ravnovesje moči med njima. Sprva je bil Oton v sporu za Loreno povsem na Hugovi strani in leta 940 se je odpravil na pohod v Zahodno Frankovsko, da bi Ludvika kaznoval. V kraljevi palači Attigny je prejel poklon od Huga Velikega in Heriberta II., ki sta osvojila Reims in odstavila nadškofa Artolda, enega najpomembnejših Ludvikovih pristašev. Oton je vdrl tudi v Burgundijo, da bi posvaril in preprečil vojaško akcijo Ludvikovega zaveznika Huga Črnega. Leta 942 je Oton v Viséju ob Meuse sprejel svoja svaka Ludvika in Huga. S pogajanji je bil dosežen kompromis, s katerim se je moral Ludvik odpovedati Loreni. 
Razmere so se prevesile v Ludvikovo korist, ko je bil konec leta 942 umorjen rouenski grof Viljem I., vladar Normandije, v začetku leta 943 pa še Heribert II. Heribertovi sinovi so se začeli borili za očetovo zapuščino in Ludvik je njihov spor izkoristil za posredovanje v Normandiji in uveljavitev svoje oblasti. Julija 945 je Ludvik padel v zasedo, iz katere mu je uspelo pobegniti, a so ga nato ujeli. Normani so ga predali Hugu Velikemu, ki ga je zadržal v ujetništvu in zahteval, da se za svojo izpustitev odreče mestu Laon, svojemu središču moči. Kraljica Gerberga je bila prisiljena predati Laon enemu izmed Hugovih vazalov in poleti 946 je bil Ludvik osvobojen. 
Ludvikovo hudo ponižanje je spominjalo na usodo njegovega očeta Karla in je pomenilo dramatično izgubo ugleda ne le zanj osebno, ampak tudi za kraljestvo kot tako. To ni bilo v interesu Otona Velikega, ki je zdaj posredoval na zahtevo svoje sestre Gerberge, da bi preprečil rast Hugove moči. Jeseni 946 se je velika Otonova vojska pomaknila proti zahodu in se združila z Ludviku zvestimi silami. Hugo se je izognil neposredni bitki. Njegove čete so se umaknile v utrjena mesta in vojski obeh kraljev ni uspelo zavzeti niti Laona niti Senlisa, Pariza in Rouena. Osvojila je edino Reims, kjer je  ponovno ustoličila izgnanega nadškofa Artolda. Junija 948 so se zahodnofrankovski, lorenski in vzhodnofrankovski škofje sestali v Ingenheimu na sinodi pod vodstvom papeškega legata in v navzočnosti Otona in Ludvika obsodili Huga tako zaradi njegovih dejanj proti Ludviku kot zaradi izgona Artolda iz Reimsa. Leta 949 je Ludvik v nenadnem nočnem napadu ponovno zavzel mesto Laon. V rokah Hugovih sil je ostala edino mestna citadela. Leta 950 se je v mirovna pogajanja med Ludvikom in Hugom v imenu Otona Velikega vključil lorenski vojvoda Konrad in Hugo je Ludviku predal Laon, vključno s citadelo. 
10. septembra 954 je Ludvik v Reimsu umrl zaradi padca s konja. Pokopan je bil v tamkajšnji baziliki Saint-Remi. 